# Mohammed al-Senussi

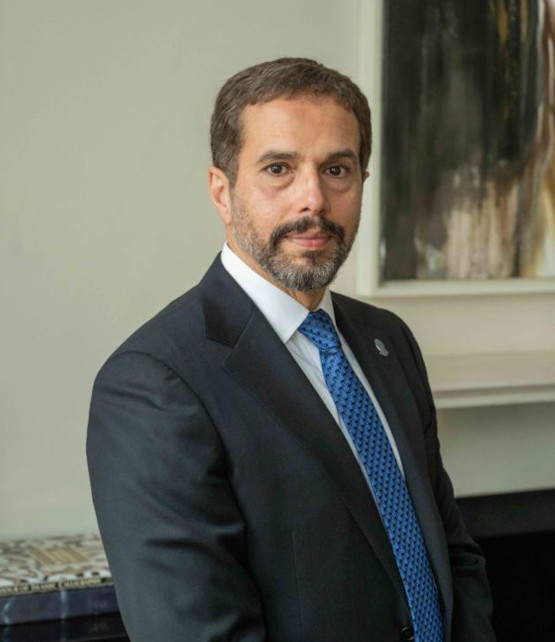
Mohammed al-Senussi, 2022

Mohammed al-Senussi (* 20. Oktober 1962 in Tripolis, Königreich Libyen) ist der derzeitige Thronprätendent Libyens.

## Leben
Sein Ururgroßvater war Mohammed bin Ali al-Senussi, der Gründer des Senussi-Ordens. Mohammed al-Senussi ist ein Sohn des letzten Kronprinzen Hasan as-Senussi und ein Großneffe des 1969 von Oberst Muammar Gaddafi gestürzten Königs Idris. Seine Familie stand seitdem unter Hausarrest.
1988 verbannte Gaddafi El Senussi und seine Familie ins Ausland.
Seitdem lebt Prinz Mohammed in Großbritannien. Er ist unverheiratet.
Während des libyschen Bürgerkrieges 2011 meldete er sich mehrmals zu Wort und äußerte seine Unterstützung für die gegen Gaddafi kämpfenden Gruppen.